# Битва у Полезеллы
Битва у Полезеллы (ит. Battaglia di Polesella) — сражение на реке По между армией Феррарского герцогства и флотом Венецианской республики, произошедшее 22 декабря 1509 года во время Войны Камбрейской лиги и закончившееся полным поражением венецианского флота.

## Ход сражения
В 1509 корабли венецианцев поднялись по реке По и остановились на стоянку у Полезеллы, выжидая удобного момента для нападения на Феррару. В это время славонские и албанские наёмники (страдиоты) совершали ежедневные набеги на герцогство, повсюду сея панику и ужас.
Тем временем уровень воды в реке повышался, и корабли венецианцев в конце концов оказались на одном уровне с берегом. Этим обстоятельством воспользовался кардинал Ипполито I д’Эсте, бывший к тому же и отличным военачальником. В ночь с 21 на 22 декабря он распорядился установить вдоль берега знаменитые феррарские пушки и, незадолго до рассвета, отдал приказ открыть огонь по кораблям. В неописуемом шоке оказались венецианцы, не ожидавшие такого поворота событий. Многие их корабли затонули, многие были захвачены. Солдаты и моряки, пытавшиеся бежать, были пленены и на месте убиты. Не щадили никого, бой скорее походил на резню.
В результате феррарцам удалось захватить 15 вражеских галер и ещё несколько других судов; венецианцы же потеряли свыше 2000 человек убитыми или утонувшими, среди которых было 60 флагманов.
Анджело Тревизану, командиру венецианского флота, удалось спастись бегством, несмотря на то, что через 5 километров его повреждённая лодка затонула. В Венеции его позже обвинили в «небрежности и ненадлежащем исполнении своих обязанностей». В Ферраре же праздновали победу; когда герцог Альфонсо I д’Эсте пять дней спустя вернулся в город, ликующий народ встречал его как триумфатора.
Это сражение было описано Лудовико Ариосто в его рыцарской поэме «Неистовый Роланд».